# Psaliodes demasaria
Psaliodes demasaria är en fjärilsart som beskrevs av William Schaus 1912. Psaliodes demasaria ingår i släktet Psaliodes och familjen mätare. Inga underarter finns listade i Catalogue of Life.